# Hypopyra mixtipicta
Hypopyra mixtipicta là một loài bướm đêm trong họ Erebidae.